# Poste Magistrali
Le Poste Magistrali del Sovrano Militare Ordine di Malta, abbreviato Poste Magistrali, sono l'operatore postale del Sovrano Militare Ordine di Malta, con sede a Roma.
L'istituzione dal 1966 produce i propri francobolli, che sono caratterizzati da una forte aderenza ai valori ed alle tradizioni del patrimonio storico, artistico e spirituale dell'Ordine di Malta, oltre ovviamente alle attività ospedaliere e assistenziali che da oltre nove secoli rappresentano la sua principale missione. Il servizio non è riconosciuto dall'Unione Postale Universale, ma è retto da 58 accordi bilaterali conclusi con i Paesi che riconoscono la sovranità dello SMOM.

## Storia

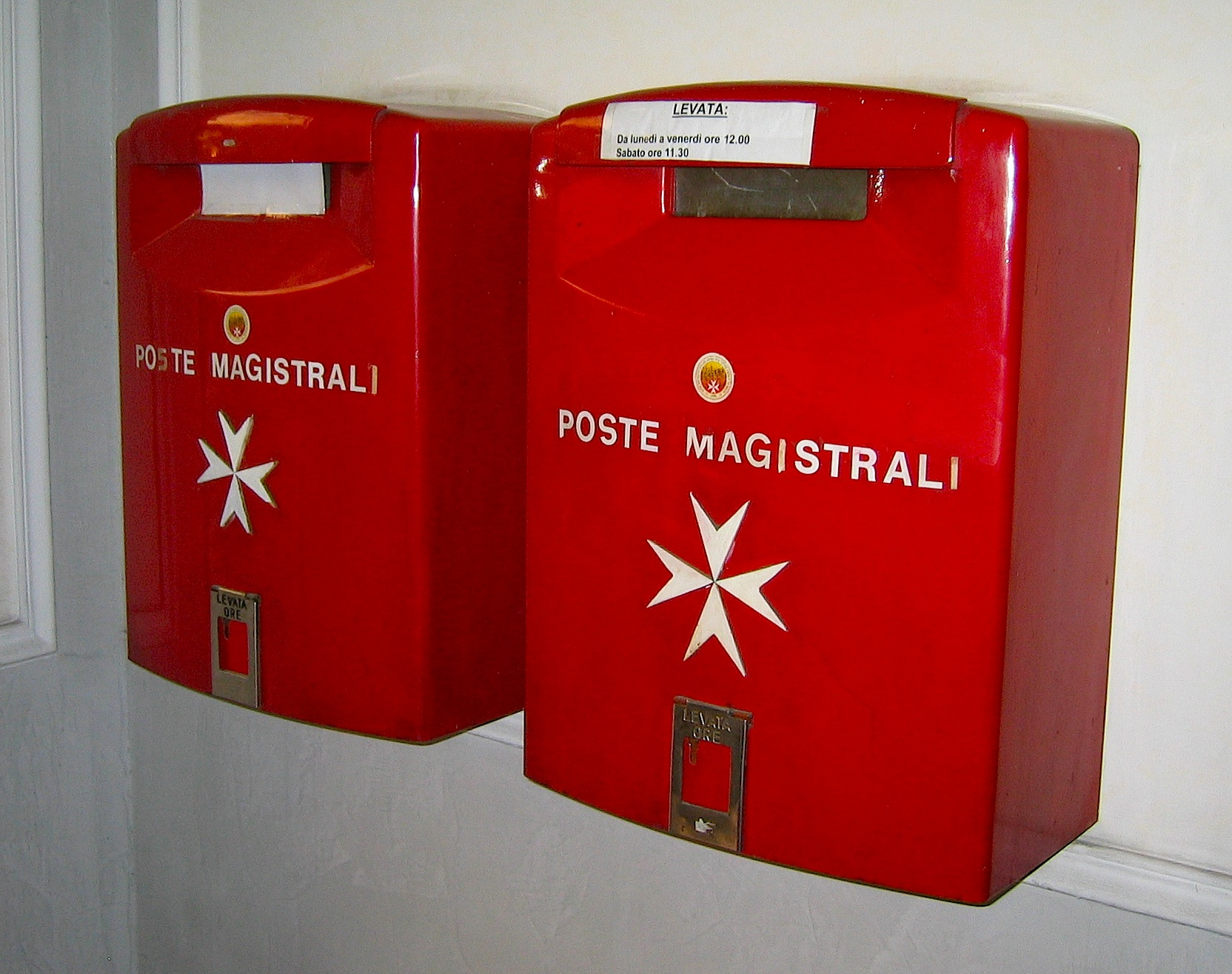
Cassette postali presso l'ufficio postale del Sovrano Militare Ordine di Malta, in via delle Carrozze 79 a Roma

Un servizio postale di corriere per le esigenze della guida dell'Ordine fu fondato nel 1571, durante il governo degli Ospitalieri sull'isola di Malta (1530-1798), facendo da tramite tra Malta e la rete di roccaforti dell'Ordine in Europa. Dal 1612, questo servizio divenne disponibile per la popolazione di Malta, e verso la metà del XVIII secolo il volume della corrispondenza inviata aumentò così tanto che portò ad un aumento delle spese postali. Nel 1834 l'Ordine si stabilì a Roma.
Già dal 1940, lo SMOM aveva richiesto il riconoscimento di Stato sovrano, anche al fine di poter battere moneta e stampare francobolli da vendersi a collezionisti per autofinanziare le proprie iniziative benefiche. L'Amministrazione postale italiana tuttavia espresse sempre parere negativo, pertanto l'Ordine si rivolse al ministero italiano degli Affari esteri. L'11 gennaio 1960 lo SMOM e la Repubblica italiana stipularono una convenzione per regolare i reciproci rapporti, in cui si riconobbero tra l'altro le prerogative sovrane dalle due sedi romane di via Condotti e sull'Aventino, prevedendo anche "il collegamento dei servizi postelegrafonici dell'Ordine con le reti italiane, da realizzarsi in prosieguo di tempo mediante ulteriori trattative senza prefissione di termine".

Prima serie di francobolli SMOM del 1966

Il 20 maggio 1966 il Gran Maestro Angelo de Mojana di Cologna emanò il decreto per l'istituzione dell'amministrazione postale, chiamata Poste Magistrali.
Nel maggio 1975, le autorità postali di Malta e i Cavalieri di Malta stipularono il contratto postale, in base al quale l'amministrazione postale maltese si impegnava ad inoltrare la corrispondenza pagata dall'Ordine di Malta con francobolli, timbri e buste primo giorno emessi dallo SMOM.
Il 13 marzo 1979 la direzione delle poste italiane firmò un accordo con l'Ordine di Malta per riconoscere i suoi francobolli come emissioni ufficiali. In base a tale accordo, le Poste Italiane assicurano la consegna della corrispondenza pagata con i francobolli dell'Ordine, sia in Italia che all'estero. Dalla firma dell'accordo con l'Italia, i francobolli dell'Ordine di Malta sono diventati dei veri e propri francobolli. Tuttavia, questo vale solo per i francobolli di nuova emissione, mentre lo status giuridico delle 39 emissioni precedenti non è stato determinato e possono essere considerati francobolli solo condizionatamente.
Nonostante un pre-accordo del 1979 (mai ratificato), le autorità italiane vietavano la circolazione dei francobolli dell'Ordine sul territorio nazionale. Nel novembre 2004 venne stipulata una convenzione tra SMOM e Poste Italiane, per riconoscere la validità dei francobolli melitensi e assicurare il servizio di recapito della corrispondenza inviata dalle sedi italiane dell'Ordine. Il 18 dicembre 2014 venne sottoscritta una convenzione tra SMOM e il Governo italiano (entrata in vigore il 26 marzo 2015) con cui "L'Italia riconosce la valenza filatelica e culturale delle cartevalori postali emesse dallo Smom e, a tal fine, promuove iniziative congiunte quali, ad esempio, emissioni di cartevalori postali su medesimi temi di comune interesse". Secondo l'accordo, i francobolli melitensi sono emessi essenzialmente per essere destinati alla collezione al fine di sostenere le attività istituzionali dello SMOM, possono essere utilizzati solo per la corrispondenza impostata presso l'ufficio postale interno e hanno lo stesso status giuridico dei francobolli italiani (tranne che non possono essere annullati con timbri degli uffici postali italiani). Le tariffe postali devono essere uguali a quelle italiane, ma l'incasso delle vendite per fini di spedizione deve essere riversato alle Poste Italiane per il rimborso del servizio.

## Riconoscimento
Pur non essendo riconosciuto dall'Unione Postale Universale, l'Ordine di Malta ha stipulato una serie di accordi postali bilaterali, secondo i quali la corrispondenza affrancata con francobolli del Sovrano Ordine di Malta è riconosciuta dai paesi firmatari, a condizione che sia inviata dall'ufficio postale dell'Ordine, situato in via delle Carrozze, 79 a Roma.

## Emissioni filateliche
Il 15 novembre 1966 fu emessa la prima serie di nove francobolli dell'Ordine: rappresentavano vari simboli dell'Ordine e della sua iconografia, con l'iscrizione in italiano Sovrano militare Ordine di Malta / Poste Magistrali. Il primo blocco postale uscì nel dicembre 1968 e comprendeva tre segni di riproduzioni di arazzi fiamminghi raffiguranti Giovanni Battista. Inizialmente i francobolli dell'Ordine furono prodotti dalla stamperia De La Rue di Londra, poi vennero stampati a Roma dall'Istituto Poligrafico e Zecca dello Stato, infine dalla Cartor Security Printing di La Loupe (Francia).
All'inizio degli anni 1980 erano già stati prodotti oltre 120 diversi francobolli melitensi. Al 2021 sono oltre 500 le emissioni filateliche prodotte e commercializzate dall'Ordine di Malta che di norma vedono la luce nei mesi di marzo, giugno, settembre e novembre.
Fino al 31 dicembre 2004 il valore sui francobolli era espresso nella valuta dell'Ordine di Malta (scudi, tarì e grani), anche se venivano acquistati in lire italiane e successivamente in euro secondo una tabella di conversione esposta (1 scudo = 0,24 euro). Dal 1 gennaio 2005 i francobolli sono emessi in euro.